# Arrondissement Bourges
Das Arrondissement Bourges ist eine Verwaltungseinheit des Départements Cher in der französischen Region Centre-Val de Loire. Präfektur ist Bourges.
Es umfasst 128 Gemeinden aus elf Wahlkreisen (Kantonen).

## Wahlkreise
| - Kanton Avord - Kanton Bourges-1 - Kanton Bourges-2 - Kanton Bourges-3 - Kanton Bourges-4 - Kanton Chârost | - Kanton Saint-Doulchard - Kanton Saint-Germain-du-Puy - Kanton Saint-Martin-d’Auxigny (mit 12 von 15 Gemeinden) - Kanton Sancerre - Kanton Trouy (mit 12 von 23 Gemeinden) |

## Gemeinden
Die Gemeinden des Arrondissements Bourges sind:
| 1. Achères (18001)                 | 2. Allogny (18004)                     | 3. Annoix (18006)                   | 4. Arçay (18008)                     |
| 5. Argenvières (18012)             | 6. Assigny (18014)                     | 7. Aubinges (18016)                 | 8. Avord (18018)                     |
| 9. Azy (18019)                     | 10. Bannay (18020)                     | 11. Barlieu (18022)                 | 12. Baugy (18023)                    |
| 13. Beffes (18025)                 | 14. Belleville-sur-Loire (18026)       | 15. Bengy-sur-Craon (18027)         | 16. Boulleret (18032)                |
| 17. Bourges (18033)                | 18. Brécy (18035)                      | 19. Bué (18039)                     | 20. Charentonnay (18053)             |
| 21. Chârost (18055)                | 22. Chassy (18056)                     | 23. Chaumoux-Marcilly (18061)       | 24. Civray (18066)                   |
| 25. Concressault (18070)           | 26. Couargues (18074)                  | 27. Couy (18077)                    | 28. Crézancy-en-Sancerre (18079)     |
| 29. Crosses (18081)                | 30. Dampierre-en-Crot (18084)          | 31. Étréchy (18090)                 | 32. Farges-en-Septaine (18092)       |
| 33. Feux (18094)                   | 34. Fussy (18097)                      | 35. Gardefort (18098)               | 36. Garigny (18099)                  |
| 37. Groises (18104)                | 38. Gron (18105)                       | 39. Henrichemont (18109)            | 40. Herry (18110)                    |
| 41. Humbligny (18111)              | 42. Jalognes (18116)                   | 43. Jars (18117)                    | 44. Jussy-Champagne (18119)          |
| 45. Jussy-le-Chaudrier (18120)     | 46. La Chapelle-Montlinard (18049)     | 47. La Chapelle-Saint-Ursin (18050) | 48. La Chapelotte (18051)            |
| 49. Lapan (18122)                  | 50. Le Noyer (18168)                   | 51. Le Subdray (18255)              | 52. Léré (18125)                     |
| 53. Les Aix-d’Angillon (18003)     | 54. Levet (18126)                      | 55. Lissay-Lochy (18129)            | 56. Lugny-Champagne (18132)          |
| 57. Lunery (18133)                 | 58. Mareuil-sur-Arnon (18137)          | 59. Marmagne (18138)                | 60. Marseilles-lès-Aubigny (18139)   |
| 61. Menetou-Râtel (18144)          | 62. Menetou-Salon (18145)              | 63. Ménétréol-sous-Sancerre (18146) | 64. Montigny (18151)                 |
| 65. Morogues (18156)               | 66. Morthomiers (18157)                | 67. Moulins-sur-Yèvre (18158)       | 68. Neuilly-en-Sancerre (18162)      |
| 69. Neuvy-Deux-Clochers (18163)    | 70. Nohant-en-Goût (18166)             | 71. Osmoy (18174)                   | 72. Parassy (18176)                  |
| 73. Pigny (18179)                  | 74. Plaimpied-Givaudins (18180)        | 75. Plou (18181)                    | 76. Poisieux (18182)                 |
| 77. Précy (18184)                  | 78. Primelles (18188)                  | 79. Quantilly (18189)               | 80. Rians (18194)                    |
| 81. Saint-Ambroix (18198)          | 82. Saint-Bouize (18200)               | 83. Saint-Caprais (18201)           | 84. Saint-Céols (18202)              |
| 85. Saint-Doulchard (18205)        | 86. Sainte-Gemme-en-Sancerrois (18208) | 87. Saint-Éloy-de-Gy (18206)        | 88. Sainte-Solange (18235)           |
| 89. Saint-Florent-sur-Cher (18207) | 90. Saint-Georges-sur-Moulon (18211)   | 91. Saint-Germain-du-Puy (18213)    | 92. Saint-Just (18218)               |
| 93. Saint-Léger-le-Petit (18220)   | 94. Saint-Martin-d’Auxigny (18223)     | 95. Saint-Martin-des-Champs (18224) | 96. Saint-Michel-de-Volangis (18226) |
| 97. Saint-Palais (18229)           | 98. Saint-Satur (18233)                | 99. Sancergues (18240)              | 100. Sancerre (18241)                |
| 101. Santranges (18243)            | 102. Saugy (18244)                     | 103. Savigny-en-Sancerre (18246)    | 104. Savigny-en-Septaine (18247)     |
| 105. Senneçay (18248)              | 106. Sens-Beaujeu (18249)              | 107. Sévry (18251)                  | 108. Soulangis (18253)               |
| 109. Soye-en-Septaine (18254)      | 110. Subligny (18256)                  | 111. Sury-en-Vaux (18258)           | 112. Sury-ès-Bois (18259)            |
| 113. Sury-près-Léré (18257)        | 114. Thauvenay (18262)                 | 115. Thou (18264)                   | 116. Trouy (18267)                   |
| 117. Vailly-sur-Sauldre (18269)    | 118. Vasselay (18271)                  | 119. Veaugues (18272)               | 120. Verdigny (18274)                |
| 121. Vignoux-sous-les-Aix (18280)  | 122. Villabon (18282)                  | 123. Villegenon (18284)             | 124. Villeneuve-sur-Cher (18285)     |
| 125. Villequiers (18286)           | 126. Vinon (18287)                     | 127. Vorly (18288)                  | 128. Vornay (18289)                  |

## Ehemalige Gemeinden seit der landesweiten Neuordnung der Kantone
- Bis 2018: Baugy, Laverdines, Saligny-le-Vif, Sainte-Lunaise